# Волосатый рак-отшельник
Волосатый рак-отшельник (лат. Pagurus pubescens) — вид десятиногих раков из надсемейства раков-отшельников Paguroidea.

## Внешний вид и строение
Волосатый рак-отшельник обладает парой клешен, из которых правая значительно крупнее левой и несёт на нижней стороне своего 4-го членика 2 сильно выдающихся тупых шипа. Верхняя сторона ладони правой клешни покрыта мягкими бледно-жёлтыми волосами, которые длиннее находящихся под ними шипов. Часто волосы скрывают всю поверхность ладони. Обитает в пустых раковинах брюхоногих моллюсков, при этом с ростом своего тела рак вынужден менять раковины на большие. В раковине находится постоянно задняя, покрытая мягкой кожицей часть его тела. Более крупная правая клешня рака служит для закрытия отверстия раковины в случае опасности; меньшая, левая — для охоты и собирания пищи. Обладают четырьмя мощными ногами, предназначенными для быстрого передвижения. Задние ноги развиты слабо и служат для удержания рака в раковине.
Передняя часть головогруди в длину до 1 см. Окраска тела желтовато-оранжевая.

## Распространение и места обитания
Водится в Японском море и на юге Охотского моря. Обитает на глубинах от литорали до 160 м. Любит песчаные и каменистые грунты, а также заросли водорослей.

## Размножение
Самки из залива Петра Великого попадаются с икрой в июле-августе.